# Złota Rączka: Szkółka naprawiania
Złota Rączka: Szkółka naprawiania, Narzędziowa szkoła Złotej Rączki (ang. Handy Manny's School for Tools)  – serial krótkometrażowy produkcji amerykańskiej, który emitowany jest w bloku Playhouse Disney na kanale Disney Channel, a od 1 września 2010 roku także na Playhouse Disney.
Kreskówka była emitowana w Polsce od 1 czerwca 2010 roku.

## Fabuła
Serial opowiada o Mańku i narzędziach. Filmy uczą jak naprawiać, np. półkę.

## Odcinki
- Premiery w Polsce:
- Disney Channel (blok Playhouse Disney)
  - I seria (odcinki 1-15) – 1 czerwca 2010 roku;
- Playhouse Disney
  - I seria (odcinki 1-15) – 1 września 2010 roku.

### Spis odcinków
| Premiera odcinka | N/o | Polski tytuł                                 | Angielski tytuł                                        |
| ---------------- | --- | -------------------------------------------- | ------------------------------------------------------ |
|                  |     |                                              |                                                        |
| SERIA PIERWSZA   |     |                                              |                                                        |
|                  |     |                                              |                                                        |
| 01.06.2010       | 01  | Poziomowane                                  | Spirit level                                           |
|                  |     |                                              |                                                        |
| 02.06.2010       | 02  | Mierzenie                                    | Tape measure                                           |
|                  |     |                                              |                                                        |
| 03.06.2010       | 03  | Przykręcanie                                 | Phillips screwdriver                                   |
|                  |     |                                              |                                                        |
| 04.06.2010       | 04  | Wszystko na swoim miejscu                    | Pron on the spot                                       |
|                  |     |                                              |                                                        |
| 05.06.2010       | 05  | Klepak to świetny Młotek                     | Pat Excellent hammer                                   |
|                  |     |                                              |                                                        |
| 06.06.2010       | 06  | Nikt nie zastąpi Sneeze                      | Nobody no body Sneeze                                  |
|                  |     |                                              |                                                        |
| 07.06.2010       | 07  | Nożyczki to nie wszystko                     | Pair of needle-nose pliers                             |
|                  |     |                                              |                                                        |
| 08.06.2010       | 08  | Przykręcamy nie tylko Plusikiem i Wkrętakiem | Phillips screwdriver socket Turner and Felipe wrenches |
|                  |     |                                              |                                                        |
| 09.06.2010       | 09  | Walentynki                                   | Valentine's                                            |
|                  |     |                                              |                                                        |
| 10.06.2010       | 10  | Tnij Wiórka tnij                             | Go Dusty go                                            |
|                  |     |                                              |                                                        |
| 11.06.2010       | 11  | Świetlik                                     | Flicker                                                |
|                  |     |                                              |                                                        |
| 12.06.2010       | 12  | Wielki dzień                                 | Big Day                                                |
|                  |     |                                              |                                                        |